# Папская академия наук

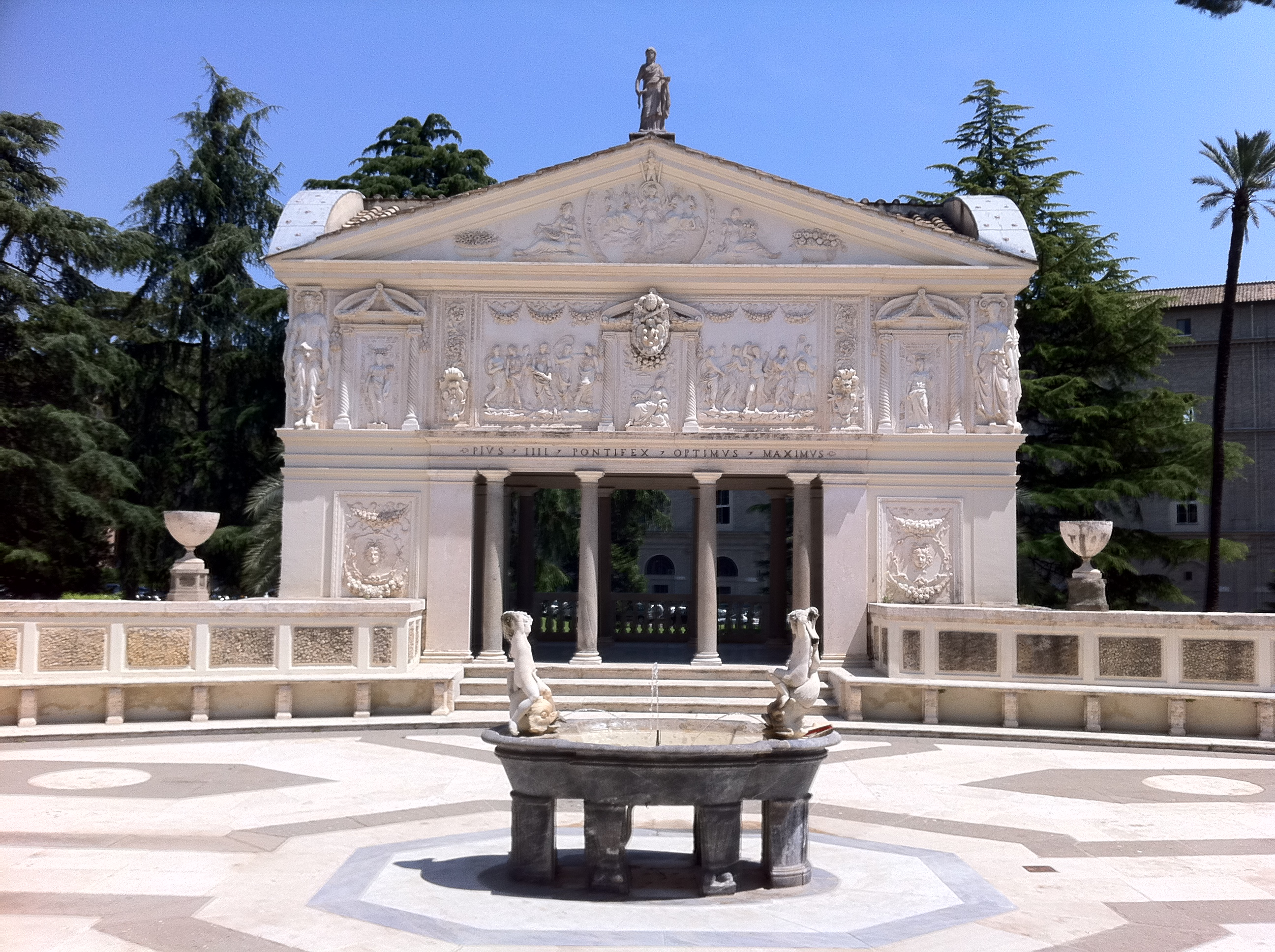
Дворик академии

Па́пская акаде́мия нау́к (лат. Pontificia Academia Scientiarum, итал. Pontificia accademia delle scienze) — одна из папских академий, основанная в 1847 году Римско-католической церковью. Цель Папской академии наук в том, чтобы исследовать математические, физические и естественные науки и связанные с ними богословские вопросы.

## История академии
Папская академия наук претендует на правопреемство с Академией деи Линчеи, которая существовала в Риме в первой половине XVII века. В 1801 учёный аббат Феличиано Скарпеллини провозгласил возрождение «академии рысеглазых», однако до 1847 года его начинание существовало лишь на бумаге. Финансовую и организационную поддержку пообещал Микеланджело Каэтани, князь Теано, который пожертвовал академии свою библиотеку. В 1826 году папа Лев XII выделил для «академии Каэтани» участок на Капитолийском холме, а ещё через 8 лет папа Григорий XVI объявил академию папской.
В 1847 году Пий IX утвердил устав Папской академии Нуови Линчеи (итал. Pontificia Accademia dei Nuovi Lincei), после чего она приступила к реальной деятельности. На продолжение традиций «рысеглазых» XVII века претендует также светская Академия деи Линчеи, учреждённая в 1871 году. Современный статус Папской академии наук был определён папой Пием XI в 1936 году.

## Работа академии
Сегодня работа Академии сосредоточена на шести основных вопросах:
- (a) фундаментальная наука,
- (b) наука и техника глобальных проблем,
- (c) наука в решении проблем Третьего мира,
- (d) этика и политика науки,
- (e) этика биологических исследований,
- (f) эпистемология.

Данные вопросы подразделены на девять дисциплин:
- Физика и связанные с ней дисциплины
- Астрономия
- Химия
- Земля и экологические науки
- Науки о жизни (ботаника, агрономия, зоология, генетика, молекулярная биология, биохимия, неврология, хирургия)
- Математика
- Прикладные науки
- Философия
- История наук.

Наряду с Папской академией наук были созданы:
- Папская академия литературы и изящных искусств, создана в 1542 году. Её целями является изучение, развитие и совершенствование искусств;
- Папская академия теологии, основана в 1718 году в целях сохранения подлинности католической доктрины;
- Папская Римская археологическая академия, основана в 1810 году, проводит исследования в сфере библейской археологии и истории христианского искусства;
- Папская академия христианских мучеников, создана в 1879 году, способствует почитанию христианских мучеников и изучению катакомб;
- Папская академия св. Фомы Аквинского, основана в 1879 году, способствует изучению томизма;
- Папская международная академия мариологии создана в 1946 году для развития мариологии;
- Папская академия в защиту жизни основана в 1994 году для продвижения доктрины этики жизни[англ.] Римско-католической церкви; её возглавляли епископ Элио Сгречча, архиепископ Сальваторе Физикелла, с 2010 года её возглавляет Игнасио Карраско де Паула[англ.];
- Папская академия общественных наук, основана в 1994 году, способствует развитию социальных, экономических, политических и юридических наук в свете социального учения Церкви;
- Папская академия латыни, создана в 2012 году взамен упразднённого фонда Latinitas Foundation для поддержания и развития латинского языка и культуры на латинском языке, является организацией-регулятором современной латыни.

## Члены Академии
Новые члены Академии выдвигаются Советом Академиков и выбираются из мужчин и женщин различных вероисповеданий, с учётом их научных заслуг и морального состояния. Официально назначаются папой римским.
Академией управляет президент, назначенный папой римским. Президенту помогает управлять Научный совет и Канцлер.
Среди членов Академии числится немало знаменитых учёных, многие из которых — лауреаты Нобелевской премии. Причём многие из них стали членами Академии ещё до того, как получили Нобелевскую премию. Вот наиболее известные из них (см. также Категория:Члены Папской академии наук):
- Гульельмо Маркони (физика, 1909)
- Макс Планк (физика, 1918)
- Нильс Бор (физика, 1922)
- Поль Дирак (физика, 1933)
- Эрвин Шрёдингер (физика, 1933)
- Александр Флеминг (физиология, 1945)
- Чарлз Хард Таунс (физика, 1964)
- Оге Нильс Бор (физика, 1975)
- Дейвид Балтимор (физиология, 1975)
- Пол Берг (химия, 1980)
- Рита Леви-Монтальчини (физиология, 1986)
- Джозеф Мюррей (физиология, 1990)
- Гэри Беккер (экономика, 1992)

Первой женщиной-членом академии стала Рита Леви-Монтальчини (в 1975 году).

### Текущий список академиков

#### Ординарные академики
1. Зересенай Алемсегед[англ.] (2021)
2. Вернер Арбер (1981, президент 2010—2017)
3. Фрэнсис Арнольд (2019)
4. Дейвид Балтимор (1978)
5. Вандерлей Баньято[порт.] (2012)
6. Антонио Баттро[исп.] (2002)
7. Эрик Бетциг (2016)
8. Хелен Блау (2017)
9. Дэвид Болкомб (2020)
10. Йоахим фон Браун[англ.] (2012, президент с 13 июня 2017)
11. Тьерри Бун[нем.] (2002)
12. Рафаэль Викунья[вд] (2000)
13. Седрик Виллани (2016)
14. Эдвард Виттен (2006)
15. Марианна Вулф[англ.] (2020)
16. Антонио Гарсиа-Беллидо (2003)
17. Андреа Гез (2023)
18. Райнхард Генцель (2020)
19. Такаси Годжобори[англ.] (2007)
20. Эрьян Густафссон[швед.] (2023)
21. Дженнифер Даудна (2021)
22. Эдвард Де Робертис[англ.] (2009)
23. Станислас Деан (2008)
24. Френсис Дельмонико[англ.] (2016)
25. Фабиола Джанотти (2020)
26. Антонино Дзикики[англ.] (2000)
27. Эвина ван Дисхук (2021)
28. Вольф Зингер[англ.] (1992)
29. Мария Зубер (2025)
30. Ада Йонат (2014)
31. Луис Кастро (2025)
32. Луис Каффарелли (1994)
33. Дидье Кело (2023)
34. Ив Кере[англ.] (2003)
35. Клаус фон Клитцинг (2007)
36. Юрген Кноблих[англ.] (2020)
37. Френсис Коллинз (2009)
38. Сьюзан Кори (2004)
39. Клод Коэн-Таннуджи (1999)
40. Николь Ле Дуарен (1999)
41. Жан-Мари Лен (1996)
42. Пьер Лена[фр.] (2001)
43. Ли Юаньчжэ (2007)
44. Джейн Любченко (2019)
45. Эрик Лэндер (2020)
46. Хуан Малдасена (2013)
47. Эрна Мёллер[швед.] (2013)
48. Масаси Мизоками (2023)
49. Юрген Миттельштрасс[англ.] (2002)
50. Сальвадор Монкада (2016)
51. Мэн Аньмин[кит.] (2025)
52. Рёдзи Ноёри (2002)
53. Тебелло Ньоконг[англ.] (2022)
54. Хосе Онучич[англ.] (2020)
55. Жюль Офман (2022)
56. Стефано Пикколо[вд] (2020)
57. Джон Чарлз Полани (1986)
58. Инго Потрикус[англ.] (2005)
59. Стенли Прузинер (2021)
60. Оливье Пуркиэ (2025)
61. Рафаэль Ради[англ.] (2023)
62. Вирабхадран Раманатан (2004)
63. Чинтамани Нагеса Рамачандра Рао (1990)
64. Дайя Редди[англ.] (2023)
65. Питер Рейвен (1990)
66. Мартин Рис (1990)
67. Карло Руббиа (1985)
68. Роальд Зиннурович Сагдеев (1990)
69. Сьюзан Соломон (2021)
70. Донна Стрикленд (2021)
71. Сесилия Тортахада (2025)
72. Уильям Филлипс (2004)
73. Элейн Фукс (2018)
74. Демис Хассабис (2023)
75. Мохамед Хассан[англ.] (2018)
76. Михал Хеллер (1990)
77. Штефан Хелль (2019)
78. Теодор Хенш (2006)
79. Эдит Хёрд (2021)
80. Аарон Чехановер (2007)
81. Стивен Чу (2018)
82. Чэнь Цзяньжэнь (2021)
83. Эмманюэль Шарпантье (2021)
84. Ханс Йоахим Шелльнхубер (2015)
85. Герхард Эртль (2010)
86. Синъя Яманака (2013)
87. Янг Чжэньнин (1997)

#### Почётные академики
1. Jean-Michel Maldamé (1997)

#### Академики Perdurante Munere
1. Канцлер Академии Питер Тарксон (2022)
2. Директор Ватиканской обсерватории Guy Joseph Consolmagno (2015)
3. Префект Ватиканского апостольского архива Rocco Ronzani (2024)
4. Префект Ватиканской апостольской библиотеки Mauro Mantovani (2023)
5. Профессор коммуникаций университета Uninettuno Dario Edoardo Viganò (2022)

## Награды академии
- Золотая медаль Пия XI для молодых ученых до 45 лет